# Американська академія медієвістики
Американська академія медієвістики (Medieval Academy of America; MAA; до 1980 р. пишеться як Mediaeval) — найбільша наукова організація у Сполучених Штатах, яка просуває сферу медієвістики. Вона була заснована в 1925 році і базується в Кембриджі, штат Массачусетс. Академія видає щоквартальний журнал Speculum і присуджує нагороди, гранти та стипендії, такі як медаль Гаскінса, названа на честь Чарльза Гомера Гаскінса, одного із засновників академії та її другого президента.
Академія підтримує дослідження, публікації та викладання в галузі середньовічного мистецтва, археології, історії, права, літератури, музики, філософії, релігії, науки, соціальних та економічних інститутів та всіх інших аспектів Середньовіччя.
У 1927 році академія була прийнята до Американської ради вчених товариств З 1989 року він є філією Американської історичної асоціації
Академія підтримує рецензовану онлайн-базу даних, вебсайт Medieval Digital Resources (MDR).